# عقد 1310
عقد 1310 هو عقد امتد بين 1 يناير 1310 و31 ديسمبر 1319 بحسب التقويم الميلادي. سبقه عقد 1300 ولحقه عقد 1320.

## أحداث
- حصار جبل طارق (1316)
- معركة دوندالك (1318)

## مواليد
- ابن الدريهم (1312)
- اتيان مارسيل (1315)
- كولا دي رينزو (1313)
- ابن عرفة (1316)
- الإمبراطورة كي (1315)
- فيليبا هينو (1314)
- فريدرش الثاني (1310)
- أمدا سيون الأول إمبراطور إثيوبيا (1314)
- سليمان باشا بن أورخان (1316)
- إيرين بالوجينا من طرابزون (1315)
- أكمل الدين البابرتي (1314)

## وفيات
- بييترو دابانو (1315)
- ابن دانيال (1310)
- آرثر الثاني، دوق بريتاني (1312)
- سلطان ولد (1312)
- المظفر ركن الدين بيبرس (1310)
- تكلا هيمانوت (1313)
- كليمنت الخامس (1314)
- ابن منظور (1311)
- جاك دو مولاي (1314)
- بياتريس من بورغندي، ليدى بوربون (1310)
- أبو الربيع المريني (1310)

## كتب
- Yves Denis Papin (1998). Chronologie de l'histoire ancienne. Lieu de publication non identifié: Éditions Jean-paul Gisserot. ISBN:2-87747-346-5. OCLC:40746926. مؤرشف من الأصل في 2022-03-16.
- موسوعة حضارة العالم (2002) لأحمد محمد عوف.

## روابط خارجية
- تصفح سنة بسنة عقد 1310 على موقع onthisday.com
- تصفح سنة بسنة عقد 1310 ابتداءً من سنة عقد 1310 على موقع المكتبة الوطنية الفرنسية